# Montigny-le-Franc
Montigny-le-Franc is een gemeente in het Franse departement Aisne (regio Hauts-de-France) en telt 192 inwoners (1999). De plaats maakt deel uit van het arrondissement Laon.

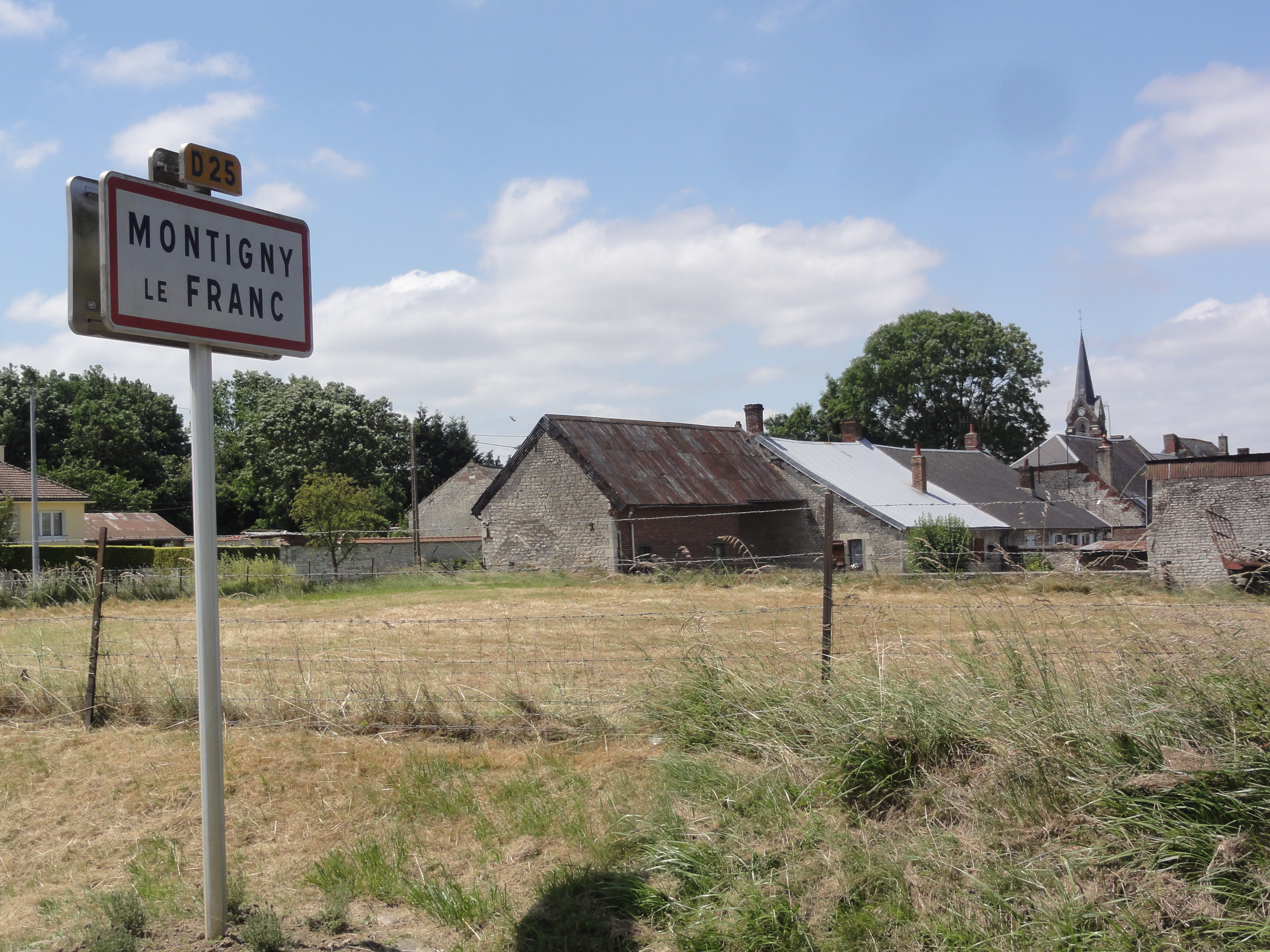
Montigny-le-Franc
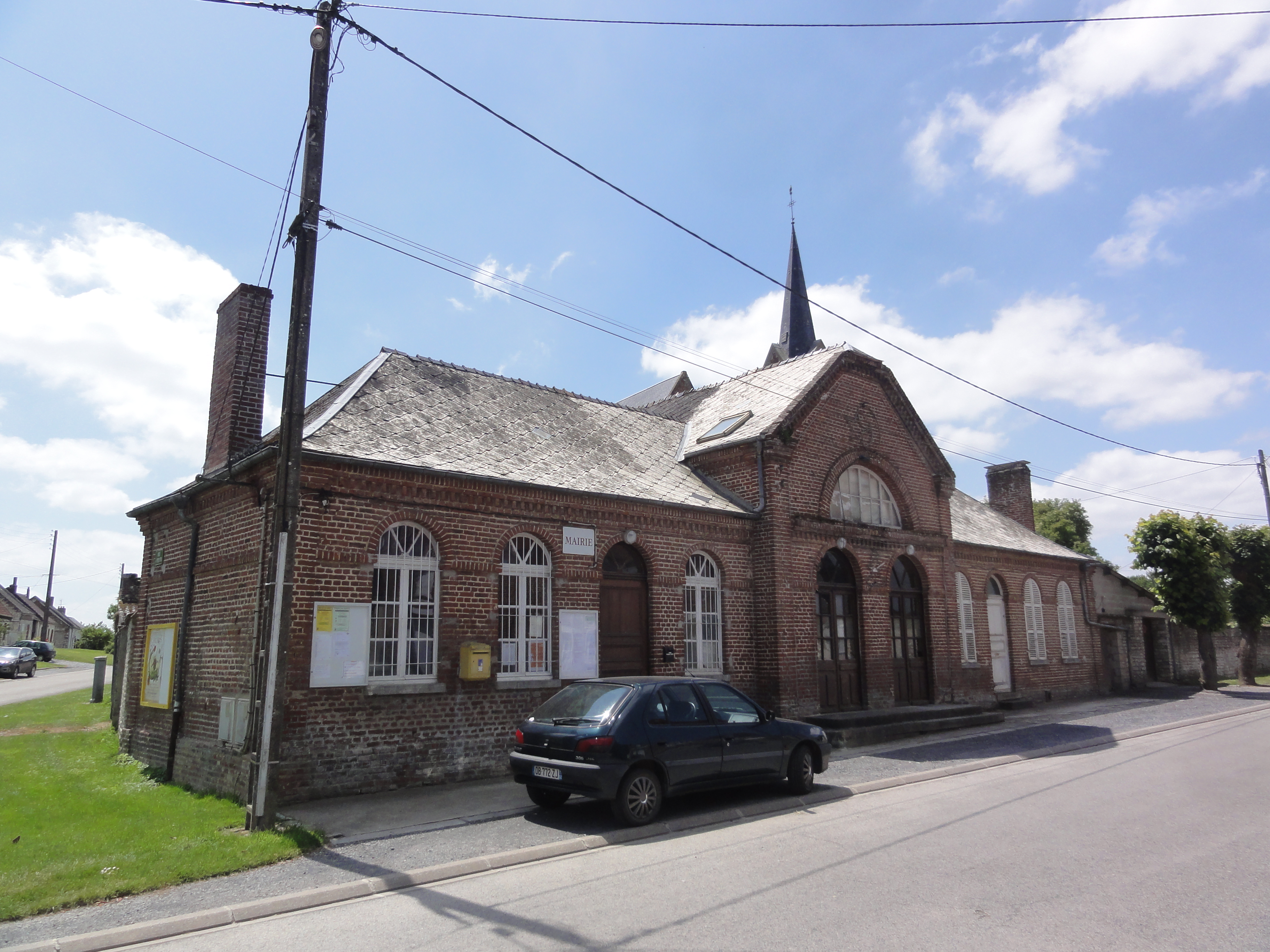
Gemeentehuis

## Geografie
De oppervlakte van Montigny-le-Franc bedraagt 10,0 km², de bevolkingsdichtheid is 19,2 inwoners per km².
De onderstaande kaart toont de ligging van Montigny-le-Franc met de belangrijkste infrastructuur en aangrenzende gemeenten.

## Demografie
Onderstaande figuur toont het verloop van het inwonertal (bron: INSEE-tellingen).
Vanwege een beveiligingsprobleem met de MediaWiki Graph-software is het momenteel niet mogelijk deze grafiek weer te geven. Zodra de software is bijgewerkt zal de grafiek vanzelf weer zichtbaar worden.